# Prütanisz
A prütaniszok voltak az ókori Athén tanácsának (bulé) végrehajtói. A kifejezés (mint a baszileusz vagy türannosz) valószínűleg pregörög eredetű, lehetséges, hogy az etruszk (e)pruni származéka.

## Eredetük és szervezetük
Amikor Kleiszthenész újjászervezte az athéni kormányzatot i. e. 508-ban, a szolóni 400 tagú bulét egy 500 tagú új buléval helyettesítette. A korábbi buléba minden hagyományos törzs 100-100 tagot küldött. Kleiszthenész a 4 régi helyett 10 új területi alapú törzset (phülé) hozott létre. Mindegyik 50 tagot küldhetett az új buléba, így lett a teljes létszám 500. Minden 50-es csoport az év egytized részéig mint a bulé végrehajtója szolgált, őket hívták prütaniszoknak, szolgálatuk neve volt a prütaneia, ami tehát rotált a 10 phülén keresztül az év során.

## Feladatuk
A prütaniszok minden nap folyamatosan szolgáltak prütaneiájuk alatt. Ők hívták össze formálisan a teljes bulét és a népgyűlést (ekklészia), bár sok összejövetel kötelező volt, de rendkívüli üléseket is összehívhattak. A prütaniszok fogadták a külföldi követeket, és általában vitték az állam napi ügyeit. Közköltségen étkeztek a Tholoszban, egy kör alakú építményben, amit a bulé épülete mellett a prütaniszoknak emeltek.
Minden nap, 24 órára az 50 prütanisz egyikét megválasztották elöljárónak, episztatésznek (επιστατης). Ő kezelte az állami pecsétet, és ő volt az állam tényleges vezetője. Ha aznap összehívták, ő elnökölt a bulé és az ekklészia ülésein is.

## Más városokban
A prütanisz cím más városokban is használatban volt, mint például Rhódoszon, Alexandriában és Kis-Ázsia nyugati partvidékének más városaiban. A hivatal viselői általában valamilyen tanácsban elnököltek.